# Tommy Oliver
Dr. Thomas (Tommy) Oliver is een personage uit de Amerikaanse televisieserie Power Rangers. Hij was een van de hoofdpersonages in Mighty Morphin Power Rangers, en vier erop volgende series: Mighty Morphin Alien Rangers, Power Rangers: Zeo, Power Rangers: Turbo, en Power Rangers: Dino Thunder. Daarnaast verscheen hij in de Power Rangers: Wild Force aflevering Forever Red en Power Rangers: S.P.D. aflevering Wormhole. Hij werd gespeeld door acteur Jason David Frank in vrijwel al zijn optredens.
Tommy is een van de meest voorkomende Personages in de serie, en bij veel fans ook een van de meest favoriete. Zijn personage is in dat opzicht gelijk aan Fonzie uit Happy Days en Urkel uit Family Matters. Dit waren alle drie personages die begonnen als bijpersonen maar al snel uitgroeiden tot centrale personages.

## Biografie

### InMighty Morphin Power Rangers
Tommy werd geïntroduceerd in het eerste seizoen van de serie Mighty Morphin Power Rangers gedurende de mini-saga Green with Evil. Als nieuwe student op Angel Grove Middelbare School bevocht Tommy Jason in een gevechtstoernooi. Hierbij trok hij de aandacht van zowel Kimberly als Rita Repulsa. Tommy’s talent was gelijk aan dat van Jason. Rita nam Tommy gevangen en veranderde hem in haar eigen Ranger, de slechte Groene Ranger.
Onder Rita’s bevel vernietigde Tommy een groot deel van het Commando Centrum en verbrak de Rangers’verbinding met Zordon. Hij infecteerde tevens Alpha met een virus en versloeg de Megazord samen met Goldar en Scorpina.
Tommy kon tevens zijn eigen zord oproepen, de Dragonzord. Hij gebruikte deze in eerste instantie voor een aanval op Angel Grove. De Rangers ontdekten uiteindelijk de Groene Rangers’ ware identiteit, waarna Jason Tommy bevocht in een een-op-eengevecht. In dit gevecht wist Jason Tommy’s zwaard, dat de bron van de Rita’s spreuk vormde, te vernietigen. Bevrijd van de vloek besloot Tommy zich aan te sluiten bij de anderen om zijn wandaden goed te maken.
Tommy kreeg een relatie met Kimberly Hart, de Roze Ranger. Zijn verblijf bij het team was echter maar van korte duur. Rita, woedend dat haar plan had gefaald, maakte een magische groene kaars die terwijl hij opbrandde langzaam Tommy zijn krachten ontnam. Pogingen om deze kaars te bemachtigen faalden. Nog net voordat hij zijn krachten verloor gaf Tommy zijn wapen en Dragonzord door aan Jason.
Tommy trok zich hierna terug in isolatie in de stacaravan van zijn oom. Hij werd echter weer opgezocht door de anderen toen Goldar de krachten van de andere rangers stal. Zordon was in staat Tommy zijn krachten terug te geven. Echter, ze waren nu zeer onstabiel en moesten regelmatig worden bijgeladen door Zordon.
In seizoen twee van de serie.verloor Tommy zijn rangerkrachten opnieuw door toedoen van Lord Zedd, en ditmaal voorgoed. Hierna verdween Tommy weer een tijdje uit de serie, totdat Alpha en Zordon met een nieuw plan kwamen. Ze maakten voor Tommy nieuwe Ranger krachten, wat hem veranderde in de Witte Ranger. Tommy verkreeg hiermee ook het leiderschap over het team.
De Groene Ranger was echter nog niet geheel verdwenen. Zedd liet een kloon maken van Tommy, die de Groene Ranger krachten bezat. De kloon genaamd Tom verraadde Zedd uiteindelijk. Samen met Tommy reisde hij terug in de tijd naar het koloniale tijdperk van Angel Grove om de andere Rangers daar te helpen. Om verdere verwarring te voorkomen besloot de kloon in het verleden te blijven terwijl Tommy en de anderen terugreisden naar het heden.
Toen de Thunderzords werden vernietigd door Rito Revolto leidde Tommy de andere Rangers in hun zoektocht naar Ninjor om de nieuwe Ninja Zords op te halen. Tommy ontmoette ook Katherine Hillard (met wie hij in een mogelijke toekomst zou trouwen). Tommy vocht eigenhandig met Lord Zedd toen die Ninjor en Kimberly had gevangen. Tommy speelde tevens een cruciale rol bij het in handen krijgen van het zeo kristal.

### InMighty Morphin Alien Rangers
Toen Master Vile de tijd op aarde terugdraaide en de Rangers in kinderen veranderde, reisde de jonge Tommy terug in de tijd om een van de stukken van het zeo kristal (dat door Zordon was versplinterd om het buiten Master Vile’s bereik te houden) op te halen.

### InPower Rangers: Zeo
Bij aanvang van de serie Power Rangers: Zeo verkreeg Tommy zijn nieuw krachten als Zeo Ranger 5 – Rood dankzij het zeo kristal. Gedurende deze zelfde tijd eindigde zijn relatie met Kimberly.
Toen de Zeo Zords zwaar beschadigd waren was Tommy de enige die kon vechten met zijn Battlezord, een Zord die telepathisch moest worden bestuurd. Hij had echter grote moeite met de besturing en verloor de controle over de Zord als hij emotioneel werd. In een zoektocht om mentale rust te vinden en zo de Zord goed te kunnen besturen ontmoette Tommy zijn lang verloren broer David Trueheart (gespeeld door Jason David Franks echte broer, de inmiddels overleden Erik Frank.) Toen Koning Mondo David gevangennam, was Tommy gedwongen zijn broer te onthullen dat hij een Ranger was.
Tommy werd later gevangen door Prince Gasket van het Machine Keizerrijk en tegen zijn vrienden opgezet. De anderen wisten hem te redden.

### InPower Rangers: Turbo
Toen een nieuwe vijand genaamd Divatox opdook, verruilden de Rangers hun zeokrachten voor Turbo krachten. Tommy werd de Rode Turbo Ranger. Na zijn diploma van de middelbare school te hebben gehaald kreeg Tommy interesse in shorttrack racen, een hobby die hij soms deelde met Justin. Tommy’s tijd als Rode Turbo Ranger was maar van korte duur. Zordon kondigde aan dat Tommy’s rol als Ranger erop zat. In de aflevering "Passing the Torch," nam Divatox Tommy gevangen. Hij werd gered door T.J. Johnson en Cassie Chan. Tommy koos T.J. uit als zijn opvolger.

### College
Voor lange tijd bleef het onduidelijk wat er in de jaren erop met Tommy gebeurde, maar zijn optreden in Power Rangers: Dino Thunder gaf enige opheldering. Tommy ging blijkbaar naar de universiteit en haalde uiteindelijk een doctoraat in paleontologie. Gedurende deze tijd ontmoette hij ook Hayley, (die hem later zou helpen de Dino Ranger krachten te maken). Na zijn studie werkte Tommy samen met Terrence "Smitty" Smith en Dr. Anton Mercer aan een dinosaurusproject. Tijdens dit project vond Tommy de eerste drie Dino Gems, stenen die met de meteoor die de Dinosauriërs uitroeide op aarde waren beland. Het experiment ging echter gruwelijk mis en Anton Mercer veranderde in Mesogog. Tommy wist aan Mesogog te ontkomen en dacht dat hij omkwam toen hun lab explodeerde.

### InPower Rangers: Wild Force
Oliver dook weer op in de Power Rangers: Wild Force aflevering "Forever Red". Andros, de Rode Space Ranger, nam contact op met Tommy toen hij ontdekte dat de laatste generaals van het Machine Keizerrijk werkten aan een plan om Serpentera op te graven en tegen de Aarde te gebruiken. Oliver rekruteerde nog acht andere voormalige Rode Rangers en werd zelf nog eenmaal de Rode Zeo Ranger.

### InPower Rangers: Dino Thunder
Na de gebeurtenissen in "Forever Red" werd Tommy een leraar op een middelbare school in de stad Reefside, Californië. Toen Mesogog plotseling weer opdook gaf hij drie van zijn studenten, Conner McKnight, Ethan James, en Kira Ford, de Dino Gems en bijbehorende Morphers die hij en Hayley hadden gemaakt. De drie ontdekten later via een videologboek Tommy’s verleden als een Power Ranger. Tommy vond zelf uiteindelijk een vierde Dino Gem en werd de Zwarte Dino Ranger.
Door toedoen van de slechte Witte Dino Ranger kon Tommy een tijdlang niet terugveranderen en zat gevangen in zijn rangervorm. Een poging om hem te helpen resulteerde in dat zijn Dino Gem werd versplinterd en Tommy zelf in een coma belandde. Terwijl hij in coma lag had hij een droom waarin hij moest vechten tegen drie van zijn vorige Ranger vormen: de Groene en Witte Power Rangers en Zeo Ranger 5 – Rood. Nadat hij ze alle drie had verslagen herstelden de drie zijn Dino Gem. Tommy ontwaakte hierna uit zijn coma en ontdekte dat zijn Dino Gem inderdaad was hersteld, wat inhield dat zijn ervaring van daarvoor meer was dan gewoon een droom.
In hun laatste gevecht met Mesogog verloren de Dino Gems hun krachten. Hierna nam Tommy zich voor het voorlopig rustiger aan te doen en zijn baantje als leraar te behouden.

### InPower Rangers: S.P.D.
Tommy dook nog eenmaal op in de aflevering Wormhole van Power Rangers: S.P.D.. Deze aflevering speelde zich chronologisch gezien echter af tijdens Dino Thunder. Jason David Frank wilde niet meewerken aan deze aflevering. Derhalve is Tommy in deze aflevering alleen te zien in zijn Ranger vorm, en werd zijn stem gedaan door Jeffrey Parazzo.

## Notities
- Tommy heeft in totaal in 257 afleveringen meegespeeld.
- Tommy’s volledige naam is Thomas Oliver. Hij wordt door zijn vrienden altijd Tommy genoemd, en in Dino Thunder noemen zijn studenten hem "Dr. O".
- In de Dino Thunder aflevering Bully For Ethan ruimt Tommy een aantal files op met Rangersymbolen erop, waaronder het Lightspeed Rescue symbol. Dit kan erop duiden dat Tommy eveneens betrokken was bij de creatie van Lightspeed Rescue.
- Tommy was de eerste ranger die zijn eigen themalied kreeg, en de enige die er zelfs twee kreeg.
- Tommy is de enige die 4 seizoenen  achter elkaar teamleider is
- Tommy Oliver is het enige personage die vier verschillende kleuren kostuums heeft gedragen: groen, wit, twee keer rood en zwart.
- In de Kerstaflevering van Power Rangers: Zeo werd een toekomst getoond waarin Tommy en Katherine getrouwd zijn en een zoon en kleinzoon hebben.
- Oorspronkelijk was het niet de bedoeling van Saban om Tommy terug te laten keren in Mighty Morphin Power Rangers nadat zijn groene rangerkrachten voor de eerste keer waren verdwenen. Wel zou Jason David Frank de hoofdrol hebben gekregen in VR Troopers. Tommy bleek echter zo populair bij fans van Power Rangers dat Saban besloot hem terug te laten komen en de rol in VR Troopers aan een andere acteur te geven.
- Tommy had een relatie met onder andere Kat en Kimberly.